# Фрайкор

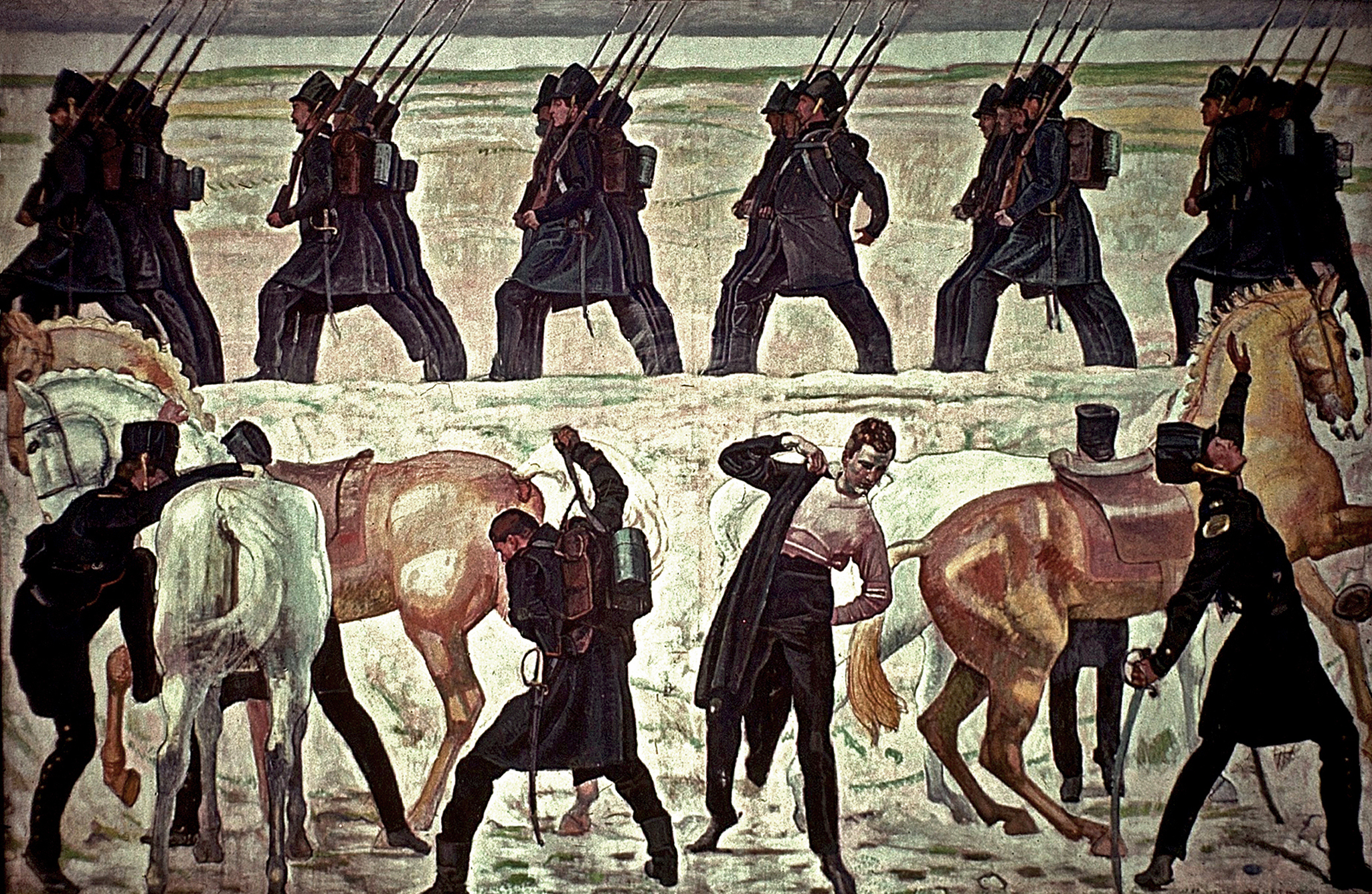
Виступ єнських студентів на визвольну війну в 1813. Розпис в актовому залі Єнського університету роботи Фердинанда Годлера

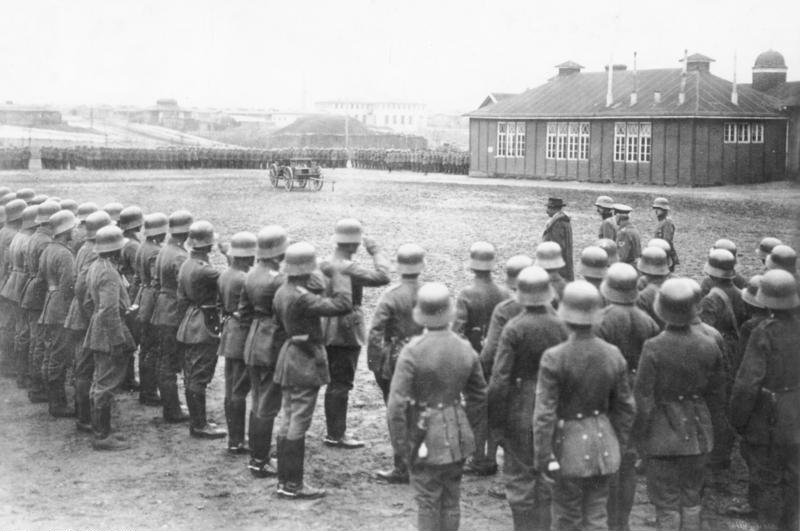
Військовий міністр Густав Носке інспектує фрайкор Гюльзена. Січень 1919

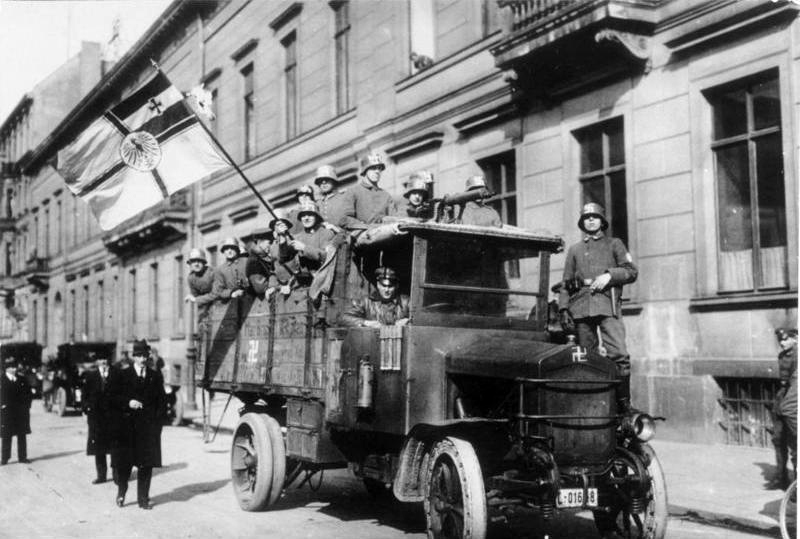
Морська бригада Ерхардта бере участь у Каппівському путчі. Березень 1920

Фрайкор (нім. Freikorps, досл. «вільний корпус», «добровольчий корпус») — назва, що використовувалася для низки парамілітарних добровольчих формувань у  Німеччині та  Австрії у XVIII—XX ст.

## Історія
Вперше фрайкори з'явилися в німецьких землях у XVIII ст. В той час фрайкорами називали полки місцевих добровольців, опозиційних перебіжчиків, дезертирів супротивника та злочинців. Найчастіше фрайкори були піхотними та кавалерійськими підрозділами, і дуже рідко артилерійськими. Чисельність фрайкорів не була чіткою і могла коливатися від роти до кількох тисяч, а також об'єднувати в своєму складі вояків різних родів військ. Так, прусський фрайкор генерала фон Клейста складався з  піхоти, єгерів, драгунів і  гусарів.
Поява фрайкорів припадає на період війни за Австрійську спадщину та Семирічної війни. Як Франція і Пруссія, так Австрійська імперія прагнули розширювати так звану «малу війну», зберігаючи при цьому регулярні полки. Для цього і були створені добровольчі корпуса відомі як фрайкори. Етнічний склад фрайкорів був різноманітним: німці, угорці, поляки, литовці, а також турки, татари і козаки, що цінувалися як досвідчені воїни. Походження вояків у складі фрайкорів дослідити досить важко, оскільки воно не точно описувалося у полкових реєстрах. Слов'ян часто плутали з угорцями, а албанців, боснійців і татар з турками.
Пруссія для формування своїх фрайкорів взяла модель організації австрійських пандурів. Протягом 1756—1758 років було створено 14 добровольчих полків, які приваблювали військових авантюристів майже з усієї Європи відсутністю серйозної військової муштри та дисципліни. Ці війська часто використовувалися проти аналогічних підрозділів Австрійської імперії (наприклад, пандурів  Марії-Терезії). Пізніше ці добровольчі полки трансформувалися у 8 фрайкорів:
- Фрайкор Трюмбах (прусські добровольці)
- Фрайкор Клейста
- Фрайкор драгунів Глазенаппа
- Фрайкор Шоні
- Фрайкор Гшрау
- Фрайкор гусарів Бауера
- Фрайкор Брауншвейг-Люнебург
- Фрайкор Auxiliaires

Фрайкори чудово підходили для «малої війни»: втручання у лінії постачання ворога шляхом партизанських дій. У випадку полону вояки фрайкорів ризикували бути страченими як злочинці. Крім того, вони не мали права на отримання пенсій за інвалідністю та іншої допомоги.
Під час  Наполеонівських війн фрайкори знов набувають поширення. Мотивація вояків стає більш патріотичною, що було пов'язано з розвитком німецької національної свідомості в цей час. Фрайкори доби Наполеонівських війн формувалися з добровольців (зокрема, серед них було чимало студентів). Широко відомим став Фрайкор Лютцов під керівництвом Адольфа фон Лютцова у складі якого воювали такі особистості як Теодор Кернер та Ян Фрідріх Людвіг, а також Королівський Німецький легіон з ганноверців, що воював у складі англійських військ в Іспанії проти французів.
Після  Наполеонівських війн фрайкори створювалися з різним успіхом. Під час революційних виступів у березні 1848 року фрайкор зі студентів з'явився у Мюнхені. В цей самий час у Шлезвіг-Гольштейні під час конфлікту з Данією виникають Фрайкори фон дер Танна та Цастрова.

## Фрайкори у Веймарській республіці
Із закінченням  Першої світової війни в Німеччині відбувається крах монархічної системи. З виступів на флоті 9 листопада 1918 року почалася Листопадова революція. Було утворено тимчасовий уряд Раду Народних Уповноважених на чолі з Фрідріхом Ебертом. У той же час радикальні ліві, очолювані Карлом Лібкнехтом, прагнули встановити в Німеччині систему рад за зразком більшовицької Росії.
Прагнучи уникнути революційного безладу, Фрідріх Еберт налагодив зв'язки з представниками колишнього військового командування, щоб навести порядок у фронтових частинах, які поверталися до Німеччини. Військові підрозділи старої армії розформовуються, ті військовики, які залишаються, утворюють збірні підрозділи, що поповнюються, окрім фронтовиків, добровольцями з цивільного населення. Так з'явилися фрайкори у Веймарській республіці.
Наприкінці 1918 року створені загони фрайкору придушили виступи в портових містах: Кілі, Гамбурзі, Вільгельмсгафені тощо. В січні 1919 року під керівництвом Густава Носке фрайкори придушили повстання німецьких комуністів та радикально лівих соціал-демократів у Берліні. Тим самим фрайкори відвернули загрозу встановлення радянської влади в Німеччині. При цьому без суду та за загадкових обставин були вбиті вожді німецьких комуністів Карл Лібкнехт і Роза Люксембург.
З цього приводу Носке заявив:
|  | Як на мене, хтось же має бути кривавим псом. Я не соромлюсь відповідальності. |

Успішність дій фрайкорів забезпечила фінансову підтримку з боку німецьких промисловців, що склала 500 мільйонів марок. Прагнучи уніфікувати різноманітні фрайкори, зокрема і за політичною позицією, військове керівництво 6 березня 1919 року видає «Закон про тимчасовий рейхсвер» згідно з яким фрайкори мали перетворитися на армійські бригади, а попередня чисельність рейхсверу мала скласти 400 тис. вояків.
Загони фрайкору брали участь в розгромі  Баварської Радянської Республіки (квітень-травень 1919 року) та придушенні трьох повстань у Сілезії в 1921 році. Внаслідок референдуму 20 березня 1921 року майже 60 відсотків населення проголосували за те, щоб Сілезія залишилася у складі Німеччини. Польські озброєні загони за підтримки французьких окупаційних військ почали 3 травня повстання, метою якого було домогтися приєднання Сілезії до Польщі. 23 травня 1921 року німецький фрайкор Верхньої Сілезії захопив штурмом Аннаберг — головне укріплення повсталих поляків, що стабілізувало ситуацію в регіоні. Однак, Верховна рада Союзників 20 жовтня 1921 року передала східну частину Верхньої Сілезії Польщі.
Балтійський фрайкор, що складався з місцевого німецького населення та добровольців із Німеччини (переважно з військових частин, що воювали на Східному фронті). Протягом 1918—1919 років Балтійський фрайкор боровся за створення німецької держави на території Балтії (так званого Балтійського герцогства).
Обмеження чисельності рейхсверу в 100 тис. вояків за Версальським мирним договором змусило роззброїти зайві військові частини. Невдоволення цим непопулярним рішенням, а також реваншистські настрої в середовищі фрайкорів стали причиною Каппівського путчу в березні 1920 року, що завершився провалом унаслідок загального страйку та відмови чиновників від виконання наказів путчистів. Після Каппівського путчу починається розформування фрайкорів, хоча їх ще встигли використати в Сілезії проти поляків та в Рурі для протидії французьким окупаційним військам. Остаточно фрайкори було ліквідовано на межі 1923—1924 років.
Після розпуску фрайкору чимало колишніх добровольців перейшли до лав  Націонал-соціалістичної робітничої партії Німеччини, Сталевого шолома та інших радикально-правих і націоналістичних організацій. Багато діячів  Третього рейху та функціонерів нацистської партії входили в минулому до лав фрайкору.

## Відомі фрайкори
- Війна за австрійську спадщину, Семирічна війна
  - Chasseurs de Fischer (франц.)
  - Volontaires de Saxe (добровольці маршала  Моріца Саксонського) (франц.)

- Семирічна війна
  - Фрайкор фон Клайста (пруський.)
  - Вільний полк Franciscus Le Noble (пруський.)
  - Фрайкор фон Шоні (пруський.)

- Революційні війни
  - Фрайкор Одонель (австрійсько-сербський)
  - Фрайкор Вурмзер (австрійсько-хорватська)

- Наполеонівські війни
  - Іноземний батальйон фон Ройс
  - Дитмаршен-Штормарнський легіон
  - Хеллвігський фрайкор
  - Фрайкор Лютцова
  - Російсько-німецький легіон
  - Єгері Шилля
  - Чорний легіон
  - Добровольчий фельд’єгерський корпус фон Шмідт

- Перша світова війна і Веймарська республіка
  - Гвардійська кавалерійська стрілецька дивізія
  - Морська бригада фон Льовенфельд
  - Морська бригада Ерхардт
  - Фрайкор Оберланд
  - Фрайкор Епп
  - Фрайкор Меркер
  - Фрайкор Лаутербах
  - Німецький фрайкор самооборони Верхньої Сілезії